# Timothy Tillman
Timothy Tillman (Núremberg, 4 de enero de 1999) es un futbolista alemán, nacionalizado estadounidense, que juega en la demarcación de centrocampista para el Los Angeles FC de la Major League Soccer.

## Selección nacional
Tras jugar en las categorías inferiores de la selección, finalmente hizo su debut con la selección absoluta de Estados Unidos el 20 de enero de 2024 contra Eslovenia en un partido amistoso que finalizó con un resultado de 0-1 a favor del combinado esloveno tras un gol de Nejc Gradišar.

## Clubes
| Club                       | País           | Año       | Partidos | Goles |
| -------------------------- | -------------- | --------- | -------- | ----- |
| Bayern de Múnich II        | Alemania       | 2017-2018 | 31       | 6     |
| 1. FC Nürnberg II (cedido) | Alemania       | 2018-2019 | 7        | 0     |
| 1. FC Nürnberg (cedido)    | Alemania       | 2019      | 6        | 0     |
| SpVgg Greuther Fürth       | Alemania       | 2020-2023 | 85       | 2     |
| Los Angeles FC             | Estados Unidos | 2023-     | 81       | 11    |

## Palmarés

### Títulos nacionales
| Título                     | Club              | País           | Año  |
| -------------------------- | ----------------- | -------------- | ---- |
| Copa de los Estados Unidos | Los Angeles F. C. | Estados Unidos | 2024 |